# پینو دوردونی
پینو دوردونی (ایتالیایی: Pino Dordoni; ۲۸ ژوئن ۱۹۲۶ – ۲۴ اکتبر ۱۹۹۸) ورزشکار دو و میدانی اهل ایتالیا بود.
وی همچنین برندهٔ جوایزی همچون نشان شایستگی از جمهوری ایتالیا شده است.